# Pokémon: Jirachi Wish Maker
Pokémon: Jirachi Wish Maker, originalmente lançado no Japão como Pocket Monsters Advanced Generation the Movie: The Wishing Star of Seven Nights: Jirachi (劇場版ポケットモンスターアドバンスジェネレーション 七夜の願い星 ジラーチ, Gekijōban Poketto Monsutā Adobansu Jenerēshon Nanayo no Negaiboshi Jirāchi), é o sexto filme de animação da franquia Pokémon. Foi lançado nos cinemas japoneses em 19 de julho de 2003. A adaptação em inglês, produzida pela 4Kids Entertainment e distribuída pela Miramax Films, foi lançada em 1 de junho de 2004.

## História

### Gotta Dance
O enredo gira em torno da Equipe Rocket e sua mais nova base. Os Pokémon da Equipe Rocket, com o objetivo de proporcionar entretenimento para Giovanni, capturam três Whismur. Para forçar os Whismur a cooperar, Meowth tem um bastão que, quando um botão é pressionado, faz os Pokémon dançar incontrolavelmente.

Enquanto isso, dentro da base, Pikachu, Treecko, Torchic, Mudkip e Lotad tentam libertar os Whismur. Uma das piadas do curta é sobre o botão do bastão, que é ativado e desativado por acidente, fazendo os Pokémon dançar, o que leva à destruição acidental da base. Eventualmente, um Ludicolo e um Loudred também se envolvem.

### Jirachi Wish Maker
A história gira em torno do Cometa Milênio, que aparece durante sete dias a cada mil anos. É quando o lendário Pokémon Jirachi acorda de um longo sono para absorver a energia do cometa. Essa energia, por sua vez, é liberada para a própria Terra, fazendo uma área conhecida como Forina crescer. Desta vez, porém, um mágico conhecido como Mordomo, juntamente com sua namorada Diane, deseja usar a energia absorvida por Jirachi para seus próprios fins.
Enquanto isso, Ash e seus amigos chegam onde a festa do Cometa Milênio acontecerá. Eles então decidem dormir e esperar até de manhã. Enquanto estão dormindo, o festival chega. Durante o festival, May compra uma estrela de sete pontas, pois é dito que um desejo se tornará realidade se uma de suas pontas for fechada a cada noite que o cometa estiver visível no céu. Quando Ash e Max acidentalmente tornam-se voluntários para um dos truques de mágica de Mordomo, porque Max ouviu uma voz que saía da rocha que Diane estava segurando, e desceu para o palco, Max é apresentado a Jirachi e pode ouvir sua voz. Mordomo deixa Max segurar a rocha, da qual sairia Jirachi, mais tarde naquela noite. Para testar a capacidade de concessão de desejo de Jirachi, Max deseja muitos doces, nesse momento, percebe-se que, em vez de criar o doce, Jirachi o tele transportou de uma tenda do festival.
As intenções de Mordomo logo são reveladas: ele é um ex-cientista da Equipe Magma que está tentando ressuscitar o lendário Pokémon Groudon. Mordomo inventou o sistema perfeito, mas não conseguiu encontrar a quantidade necessária de energia para fazê-lo funcionar, então deseja usar a energia absorvida por Jirachi. Vendo o perigo, o Pokémon Absol, cuja presença normalmente indica desastre iminente, conduz Diane e Jirachi, juntamente com Ash e seus amigos, a Forina. Sem o conhecimento deles, Mordomo monta uma armadilha, uma vez que voltou para onde Jirachi foi encontrado, e consegue capturar Jirachi.
Ele tenta aproveitar o poder de Jirachi, mas é interrompido por Ash e seus amigos. Diane pega o ônibus de Mordomo para levar Jirachi a Forina. O Mightyena de Mordomo coloca um dispositivo de rastreamento no ônibus. Enquanto Ash e seus amigos viajam ao longo de um terreno acidentado, o aparelho cai, mas Mordomo ainda descobre para onde eles estão indo. Ele os segue e rouba Jirachi mais uma vez, para tentar absorver seu poder novamente.
Quando Mordomo põe seu plano em prática, um falso Groudon é criado. Groudon começa a transformar Forina em um terreno devastado, absorvendo a força de toda criatura viva à vista. Quando Diane é absorvida por Groudon, Mordomo percebe que sua relação de longa data com Diane é mais importante, e com a ajuda de Ash e Max, reverte o processo, fazendo com que o colapso chegue ao fim e o falso Groudon morra.
Eventualmente, Jirachi reabsorve a energia usada para criar Groudon, e parte para outro sono de mil anos. May, em toda a excitação, se esquece de fechar a última ponta de sua estrela. Embora ela nunca tenha revelado o que desejava, ela está confiante de que irá tornar-se realidade.

## Histórico de lançamento
| País           | Data de lançamento           |
| -------------- | ---------------------------- |
| Japão          | 19 de julho de 2003          |
| Estados Unidos | 1 de junho de 2004 (DVD/VHS) |
| Brasil         | 11 de Setembro de 2006 (DVD) |